# 28954 Feiyiou
28954 Feiyiou este un asteroid din centura principală de asteroizi.

## Descriere
28954 Feiyiou este un asteroid din centura principală de asteroizi. A fost descoperit pe 30 decembrie 2000 la Socorro, New Mexico, în cadrul proiectului LINEAR. Asteroidul prezintă o orbită caracterizată de o semiaxă mare de 2,61 ua, o excentricitate de 0,15 și o înclinație de 2,2° în raport cu ecliptica.